# Светско првенство у атлетици на отвореном 2011 — скок удаљ за жене
Скок удаљ у женској конкуренцији на Светском првенству у атлетици 2011. у Тегуу одржано је 27. и 28. августа на стадиону Тегу.
На првенству је учествовало 36 скакачица у даљ. Ту су биле све најбоље: актуелна светска првакиња Бритни Рис, најбоља у ове сезоне са (7,19 м) и водећа у такмичењу Дијамантске лиге 2011. Рускиње Дарија Клишина и Олга Зајцева које су поред Рис једине скочиле преко 7 метара у овој сезонида је само други очистили седам метара те сезоне. Вероника Шуткова и Морен Хига Маги (олимпијска златна медаља 2008.), су високо рангиране такмичарке.
Морен Маги постиже надужи скок у квалификацијама испред Белорускиње Настасије Мирончук-Иванове. Бритни Рис је тек у последњем скоку успела да постигне клакификациону норму и уђе међу финалисткиње. Најискуснја скакачица Зајцева је елиминисана у квалификацијама. Недостајао јој је само 1 цм.
У финалу Рис је повели после првог скока од 6,82 м и упркос томе што је касније имала 5 преступа, остала је на првом месту и освојила златну медаљу. За остале медаље су се бориле Олга Кучеренко, Инета Радевича и Настасија Мирончук-Иванова. После три скока Мирончук-Иванова је била друга са 6,74 метра, али је у четвртом кругу престиже Кучеренко (6,77 м), а у свом најбољем последњом скоку и Радевича (6,76 м), која осваја у бронзу медаљу.
Победнички скок Рисове 6,82 метра био је најкраћи победнички скок у историји Светских првенстава Ипак, она је постала тек друга жена која је икада освојила две узастопне титуле у скоку удаљ. Прва је то урадила њена земљакиња Џеки Џојнер-Керси Кучеренко и Радевича су освојили прве мадаље на светској сцени, иако су обе имале медаље са Европскок првенства у атлетици 2010..

## Допинг
Резултати са Светског првенства 2011, су накнадно поништени због неуспешног допинг теста. Поновни тест у 2016. години од узорка који је дала на такмичењу био је позитивано као резултат побољшаних процеса детекције. Добила је двогодишњу забрану такмичења а њени резултати из периода од 28. августа 2011. до 28. августа 2013. године су пониште а освојена сребрна медаља је одузета и додељена трећепласираној Инети Радевича из Летоније.

## Рекорди пре почетка Светског првенства 2011.
26. август 2011
| Светски рекорд             | Галина Чистјакова, Совјетски Савез  | 7,52 | Лењинград, СССР     | 11. август 1988    |
| Рекорд светских првенстава | Џеки Џојнер-Керси, Сједињене Државе | 7,36 | Рим, Италија        | 4. септембар 1987. |
| Најбољи резултат сезоне    | Бритни Рис, Сједињене Државе        | 7,19 | Јуџин, САД          | 26. јун 2011.      |
| Афрички рекорд             | Чиома Аџунва, Нигерија              | 7,12 | Атланта, САД        | 2. август 1996.    |
| Азијски рекорд             | Јао Вејли, Кина                     | 7,01 | Ђинан, Кина         | 5. јуни 1993.      |
| Североамерички рекорд      | Џеки Џојнер-Керси, Сједињене Државе | 7,49 | Њујорк, САД         | 22. мај 1994.      |
| Североамерички рекорд      | Џеки Џојнер-Керси, Сједињене Државе | 7,49 | Сестријере, Италија | 31. јул 1994.      |
| Јужноамерички рекорд       | Морен Хига Маги, Бразил             | 7,26 | Богота, Колумбија   | 26. јуни 1999.     |
| Европски рекорд            | Галина Чистјакова, Совјетски Савез  | 7,52 | Лењинград, СССР     | 11. август 1988.   |
| Океанијски рекорд          | Бронвин Томпсон, Аустралија         | 7.00 | Мелбурн, Аустралија | 7. март 2002.      |

### Најбољи резултати у 2011. години
Десет најбољих атлетичарки године у скоку удаљ пре првенства (14. августа 2011), имале су следећи пласман
| 1  | Бритни Рис Сједињене Државе    | 7,19  | 26. јун 2011     |
| 2  | Дарија Клишина Русија          | 7,05  | 17. јул 2011     |
| 3  | Олга Зајцева Русија            | 7,01  | 22. јул 2011     |
| 4  | Janay DeLoach Сједињене Државе | 6,97  | 26. јун 2011     |
| 5  | Параскеви Папахристу Грчка     | 14,72 | 11. јун 2011     |
| 6  | Наталија Кутјакова Русија      | 14,67 | 2. јун 2011      |
| 7  | Мабел Гај Куба                 | 14,65 | 19. март 2011    |
| 8  | Јослеиди Рибалта Куба          | 14,61 | 18. фебруар 2011 |
| 9  | Катја Демут Немачка            | 14,57 | 13. јун 2011     |
| 10 | Dailenys Alcántara Куба        | 14,56 | 18. фебруар 2011 |

## Квалификационе норме
| А норма | Б норма |
| ------- | ------- |
| 6,75 м  | 6,65 м  |

## Сатница
| Датум           | Време | Коло          |
| --------------- | ----- | ------------- |
| 27. август 2011 | 21:15 | Квалификације |
| 28. август 2011 | 18,15 | Финале        |

## Освајачи медаља
| Освајачи медаља |                |                            |  |  |  |  |
|                 |                |                            |  |  |  |  |
|                 |                |                            |  |  |  |  |
|                 |                |                            |  |  |  |  |
| Бритни Рис      | Инета Радевича | Настасија Мирончук-Иванова |  |  |  |  |
| САД             | Летонија       | Белорусија                 |  |  |  |  |

## Резултати

### Квалификације
У квалификацијама је учествовало 36 такмичарки подељених у две групе по 18. Квалификациона норма за финале износила је 6,75 метра коју је испунило 5 такмичарки (КВ) а осталих 7 се квалификовало по резултату (кв).
| Пласман | Група | Атлетичарка                | Држава                      | #1              | #2              | #3              | Резултат        | Белешке         |
| ------- | ----- | -------------------------- | --------------------------- | --------------- | --------------- | --------------- | --------------- | --------------- |
| 1.      | B     | Морен Хига Маги            | Бразил                      | 6,55            | 6,86            |                 | 6,86            | КВ              |
| 2.      | B     | Настасија Мирончук-Иванова | Белорусија                  | 6,80            |                 |                 | 6,80            | КВ              |
| 3.      | A     | Бритни Рис                 | САД                         | 6,41            | x               | 6,79            | 6,79            | КВ              |
| 4.      | B     | Дарија Клишина             | Русија                      | 6,77            |                 |                 | 6,77            | КВ              |
| 5.      | A     | Наиде Гомес                | Португалија                 | 6,76            |                 |                 | 6,76            | КВ              |
| 6.      | B     | Фунми Џимо                 | САД                         | 6,68            | х               | 6,26            | 6,68            | кв              |
| 7.      | A     | Каролина Клифт             | Шведска                     | 6,60            | х               | 6,40            | 6,60            | кв              |
| 8.      | B     | Инета Радевича             | Летонија                    | х               | 6,59            | х               | 6,59            | кв              |
| 9.      | B     | Мајука Џони                | Индија                      | 6,52            | х               | 6,53            | 6,53            | кв              |
| 10.     | B     | Карин Меј Мелис            | Турска                      | х               | х               | 6,52            | 6,52            | кв              |
| 11.     | A     | Џанај ДеЛоах               | САД                         | х               | 6,29            | 6,51            | 6,51            | кв              |
| 12.     | B     | Олга Зајцева               | Русија                      | 6,50            | х               | х               | 6,50            |                 |
| 13.     | A     | Бјанка Каплер              | Немачка                     | 6,48            | 6,48            | 6,32            | 6,48            |                 |
| 14.     | A     | Викторија Рибалко          | Украјина                    | 6,45            | x               | 6,40            | 6,45            |                 |
| 15.     | A     | Вероника Шуткова           | Белорусија                  | 6,45            | x               | 6,29            | 6,45            |                 |
| 16.     | A     | Бјанка Стјуарт             | Бахами                      | х               | 3,96            | 6,44            | 6,44            |                 |
| 17.     | B     | Блесинг Окагбаре           | Нигерија                    | х               | 6,36            | 6,27            | 6,36            |                 |
| 18.     | B     | Ирене Пустерла             | Швајцарска                  | 6,34            | 6,22            | 6,21            | 6,34            |                 |
| 19.     | B     | Шара Проктор               | Уједињено Краљевство        | x               | x               | 6,34            | 6,34            |                 |
| 20.     | A     | Марастела Торес            | Филипини                    | 6,31            | 6,19            | 6,22            | 6,31            |                 |
| 21.     | A     | Тереза Добија              | Пољска                      | х               | х               | 6,30            | 6,30            |                 |
| 22.     | A     | Лаума Грива                | Летонија                    | 6,27            | 6,16            | 6,10            | 6,27            |                 |
| 23.     | A     | Кејла Коста                | Бразил                      | 6,09            | 6,07            | 6,26            | 6,26            |                 |
| 24.     | A     | Јулија Тарасова            | Узбекистан                  | х               | 6,26            | х               | 6,26            |                 |
| 25.     | B     | Елоаз Лезије               | Француска                   | х               | х               | 6,22            | 6,22            |                 |
| 26.     | B     | Нина Коларич               | Словенија                   | х               | 6,19            | 6,15            | 6,19            |                 |
| 27.     | A     | Jovanee Jarrett            | Јамајка                     | 6,19            | х               | 5,75            | 6,19            |                 |
| 28.     | B     | Jung Soon-Ok               | Јужна Кореја                | х               | х               | 6,18            | 6,18            | РС              |
| 29.     | B     | Шантел Малон               | Британска Девичанска Острва | 5,96            | 6,12            | х               | 6,12            |                 |
| 30.     | B     | Состен Могенара            | Немачка                     | х               | х               | 6,02            | 6,02            |                 |
| 31.     | A     | Ола Сесај                  | Сијера Леоне                | 5,64            | 5,94            | 5,43            | 5,94            |                 |
| 32..    | B     | Тори Полк                  | САД                         | х               | 5,66            | х               | 5,66            |                 |
| 33.     | A     | Енас Гариб                 | Египат                      | 5,35            | 5,48            | 5,44            | 5,48            | ЛРС             |
|         | B     | Concepción Montaner        | Шпанија                     | х               | х               | х               | Без пласмана    | Без пласмана    |
|         | A     | Ивана Шпановић             | Србија                      | Није стартовала | Није стартовала | Није стартовала | Није стартовала | Није стартовала |
| 7.      | A     | Олга Кучеренко             | Русија                      | 6,37            | 6,67            | x               | 6,67            | кв Диск.        |

### Финале
| Пласман | Атлетичарка                | Држава      | #1   | #2   | #3   | #4           | #5           | #6           | Резултат     | Белешке      |
| ------- | -------------------------- | ----------- | ---- | ---- | ---- | ------------ | ------------ | ------------ | ------------ | ------------ |
|         | Бритни Рис                 | САД         | 6,82 | х    | х    | х            | х            | х            | 6,82         |              |
|         | Инета Радевича             | Летонија    | 6,61 | 6,63 | 6,66 | 6,61         | х            | 6,76         | 6,76         | ЛРС          |
|         | Настасија Мирончук-Иванова | Белорусија  | х    | 6,71 | 6,74 | х            | х            | х            | 6,74         |              |
| 4.      | Каролина Клифт             | Шведска     | х    | 6,44 | 6,56 | х            | 6,37         | х            | 6,56         |              |
| 5.      | Џанај ДеЛоах               | САД         | 6,32 | 6,39 | х    | х            | 6,32         | 6,56         | 6,56         |              |
| 6.      | Дарија Клишина             | Русија      | 6,39 | 6,30 | 6,49 | х            | 6,50         | 6,33         | 6,50         |              |
| 7.      | Карин Меј Мелис            | Турска      | х    | 6,44 | х    | х            | 6,44         | 6,19         | 6,44         |              |
| 8.      | Мајука Џони                | Индија      | 6,37 | 6,31 | 6,26 |              |              |              | 6,37         |              |
| 9.      | Наиде Гомес                | Португалија | х    | 6,16 | 6,26 |              |              |              | 6,26         |              |
| 10.     | Морен Хига Маги            | Бразил      | x    | x    | 6,17 |              |              |              | 6,17         |              |
|         | Фунми Џимо                 | САД         | х    | х    | х    | Без пласмана | Без пласмана | Без пласмана | Без пласмана | Без пласмана |
| 2.      | Олга Кучеренко             | Русија      | 6,48 | 6,56 | 6,65 | 6,77         | х            | х            | 6,77         | ДИСК         |

## Занимљивости
Белоруска атлетичарка Настасија Мирончук-Иванова памтиће ово првенство целог живота. Приликом такмичења она своју дугу косу везује у „коњски реп“. Тај реп ју је стајао златне медаље и награде за прво место од 60.000 долара. Атлетска правила кажу да се при мерењу резултата гледа отисак скакача у песку, најближи одскочној дасци. Настасија Мирончук-Иванова је у трећој серији тело пребацила преко 6,90 метара, али је косом, тачније „коњским репом“ додирнула песак 16 цм иза и званично остала четврта са 6,74 м. Због фризуре изгубила је злато (6,82м), сребро (6,77) и бронзу (6,76) и новчану награду..

## Укупан биланс медаља у скоку удаљ за жене на отвореном после 13. Светског првенства 1983—2011.
|     | Земља            |    |    |    |    |
| --- | ---------------- | -- | -- | -- | -- |
| 1.  | Сједињене Државе | 5  | 0  | 2  | 7  |
| 2.  | Русија           | 2  | 4  | 2  | 8  |
| 3.  | Италија          | 2  | 1  | 1  | 4  |
| 4.  | Француска        | 1  | 1  | 0  | 2  |
| 4.  | Немачка          | 1  | 1  | 0  | 2  |
| 6.  | Источна Немачка  | 1  | 0  | 1  | 2  |
| 6.  | Шпанија          | 1  | 0  | 1  | 2  |
| 8,  | Куба             | 0  | 1  | 1  | 2  |
| 8,  | Совјетски Савез  | 0  | 1  | 1  | 2  |
| 10. | Грчка            | 0  | 1  | 0  | 1  |
| 10. | Летонија         | 0  | 1  | 0  | 1  |
| 10. | Румунија         | 0  | 1  | 0  | 1  |
| 10. | Украјина         | 0  | 1  | 0  | 1  |
| 14. | Белорусија       | 0  | 0  | 1  | 1  |
| 14. | Данска           | 0  | 0  | 1  | 1  |
| 14. | Индија           | 0  | 0  | 1  | 1  |
| 14. | Турска           | 0  | 0  | 1  | 1  |
|     | Укупно {16}      | 13 | 13 | 13 | 39 |

|    | Атлетичарка       | Земља         |   |   |   |   |
| -- | ----------------- | ------------- | - | - | - | - |
| 1. | Хајке Дрекслер    | ДДР / НЕМ     | 2 | 1 | 1 | 4 |
| 2. | Фиона Меј         | Италија       | 2 | 1 | 1 | 4 |
| 3. | Џеки Џојнер-Керси | САД           | 2 | 0 | 0 | 2 |
| 3. | Бритни Рис        | САД           | 2 | 0 | 0 | 2 |
| 5. | Нијурка Монталво  | Куба/ Шпанија | 1 | 1 | 1 | 3 |
| 6. | Јунис Барбер      | Француска     | 1 | 1 | 0 | 2 |
| 6. | Татјана Лебедева  | Русија        | 1 | 1 | 0 | 2 |
| 8. | Татјана Котова    | Русија        | 0 | 2 | 1 | 3 |
| 9. | Лариса Бережна    | СССР / УКР    | 0 | 1 | 1 | 2 |